# Poletne olimpijske igre 1952
Poletne olimpijske igre 1952 (uradno XV. olimpijada moderne dobe) so bile poletne olimpijske igre, ki so potekale leta 1952 v Helsinkih na Finskem. Druge gostiteljske kandidatke so bile: Amsterdam, Nizozemska ter 5 ameriških mest Čikago, Detroit, Los Angeles, Minneapolis in Filadelfija.